# 1994 ES2
1994 ES2, também escrito como 1994 ES2, é um objeto transnetuniano (TNO) que está localizado no cinturão de Kuiper, uma região do Sistema Solar. Ele é classificado como um cubewano. Ele possui uma magnitude absoluta (H) de 7,5 e, tem um diâmetro estimado com cerca de 139 km, por isso é pouco provável que possa ser classificado como um planeta anão, devido ao seu tamanho relativamente pequeno.

## Descoberta
1994 ES2 foi descoberto no dia 13 de março de 1994 pelos astrônomos J. X. Luu e D. C. Jewitt.

## Órbita
A órbita de 1994 ES2 tem uma excentricidade de 0.113 e possui um semieixo maior de 45.905 UA. O seu periélio leva o mesmo a uma distância de 40.724 UA em relação ao Sol e seu afélio a 51.085.